# Porcelana de Meissen

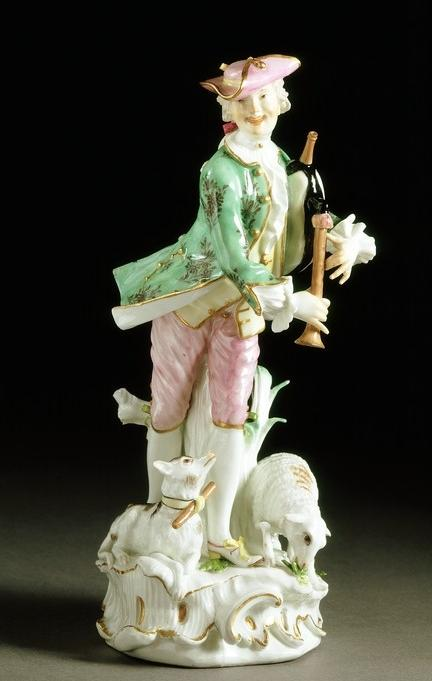
Figura, cerca de 1750, Fábrica de porcelana de Meissen, Museu Victoria e Albert no. C.147-1931

A porcelana de Meissen foi a primeira porcelana de pasta dura da Europa.  Foi desenvolvida a partir de 1708 por Ehrenfried Walther von Tschirnhaus. Depois da sua morte, Johann Friedrich Böttger deu continuação ao trabalho de von Tschirnhaus e começou a comercializar a sua porcelana. O fabrico de porcelana em Meissen, perto de Dresden, começou em 1710 e atraíu artistas e artesãos que ajudaram a estabelecer uma das fábricas de porcelana mais famosas, ainda existente hoje com o nome Staatliche Porzellan-Manufaktur Meissen GmbH.
A sua marca, as duas espadas cruzadas, foi introduzida em 1720 para distinguir e proteger a sua produção; é uma das marcas registadas mais antigas ainda em utilização. A porcelana de Meissen dominou o estilo da porcelana europeia até 1756.
A cidade também abriga o Museu da Fundação da Porcelana de Meissen (Meissen Porzellan-Stiftung), um dos maiores acervos dedicados exclusivamente à porcelana europeia. O museu apresenta milhares de peças históricas e contemporâneas, além de oferecer oficinas demonstrativas que revelam as etapas tradicionais de fabricação.

## Galeria

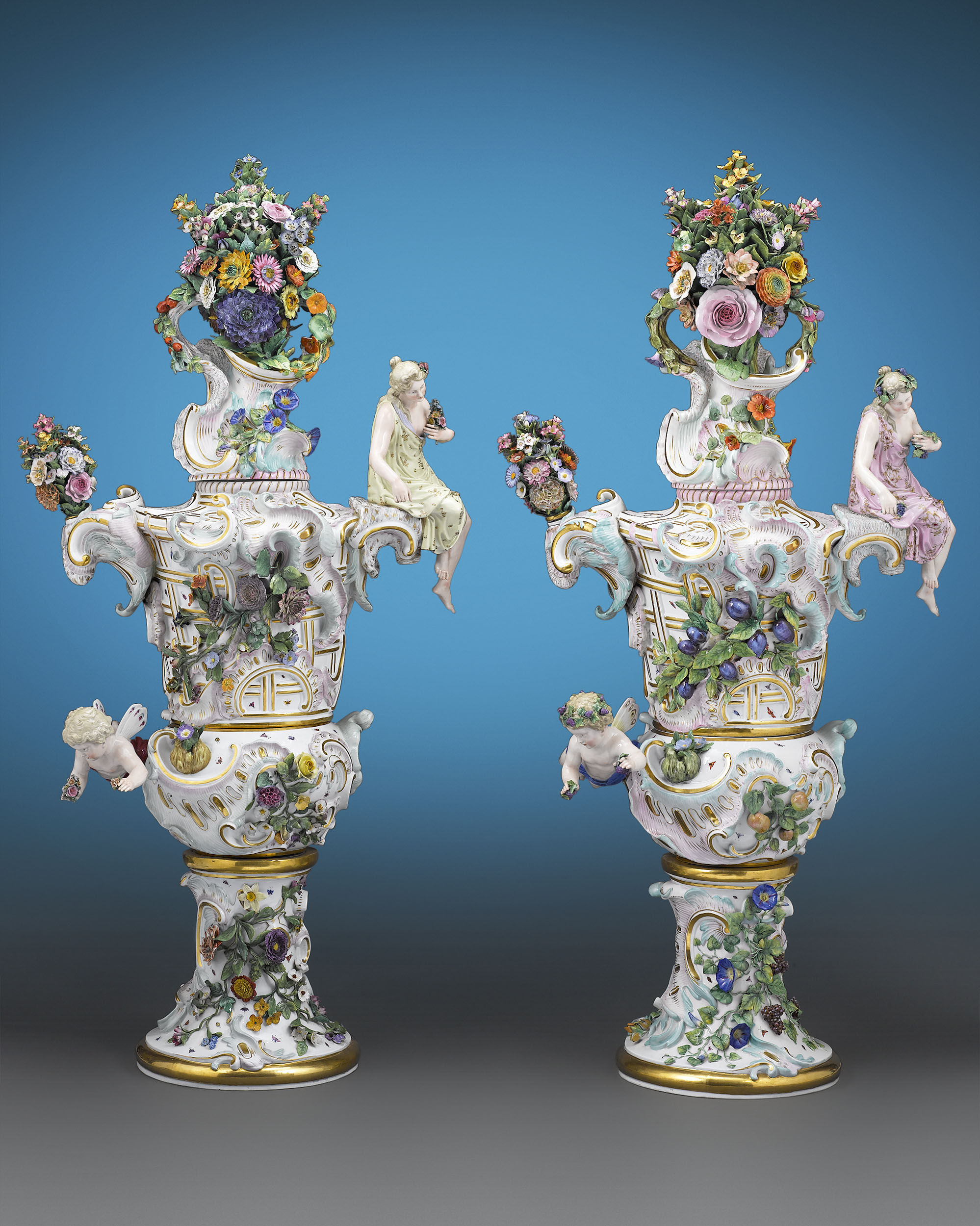
Outono e verão num conjunto representando as estações, modelo 1065, c. 1880.
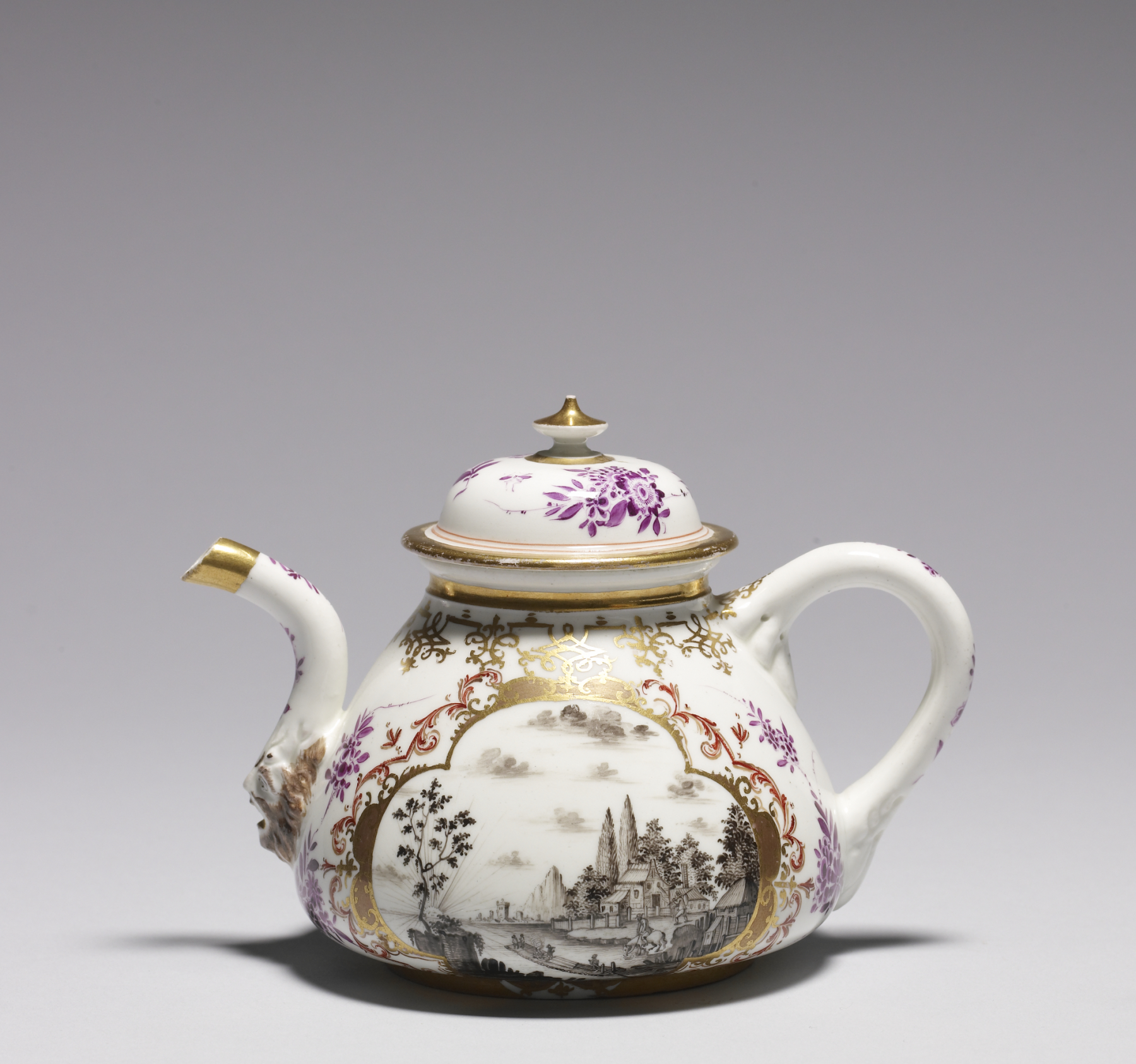
Bule, c. 1724-25, Walters Art Museum.
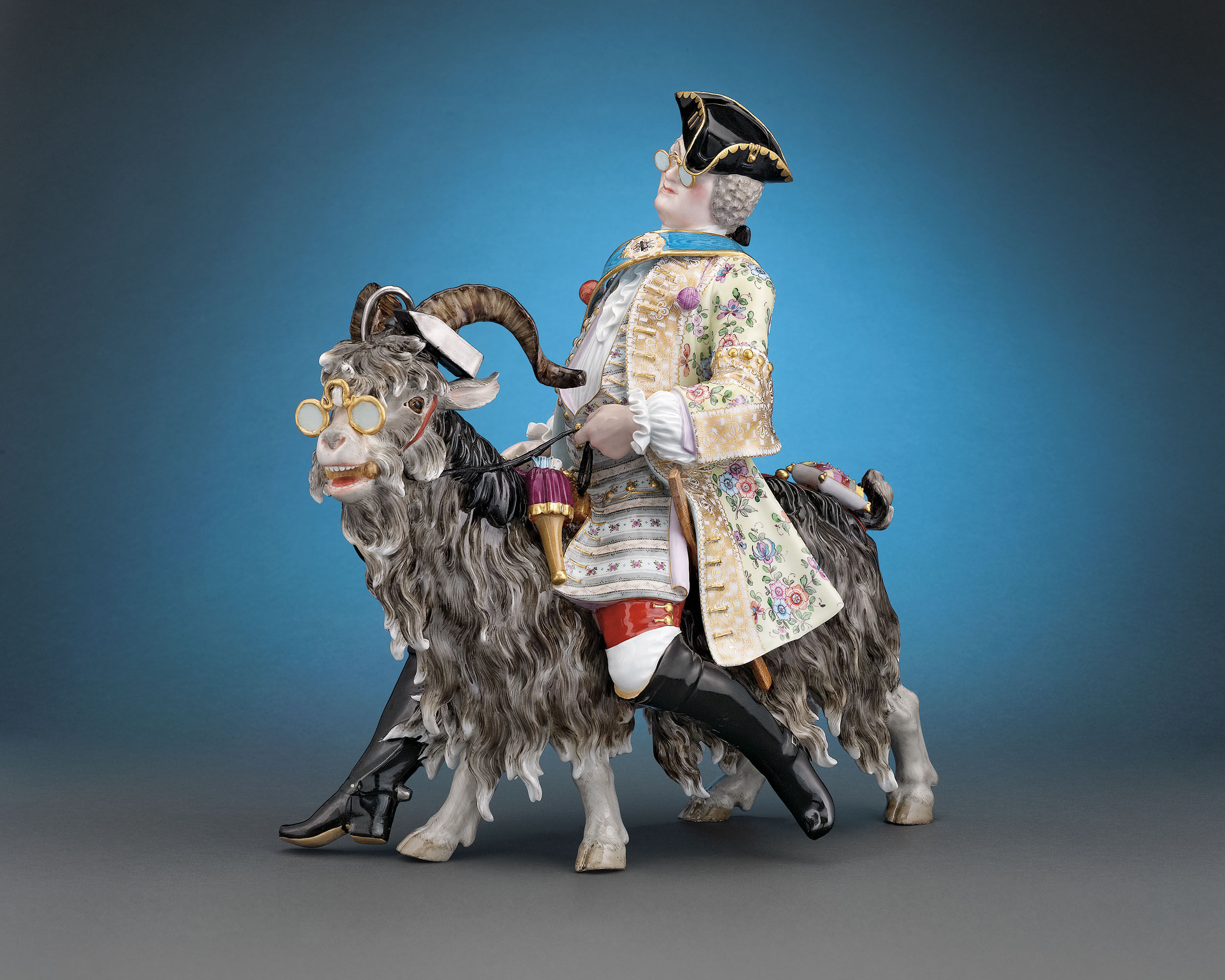
O alfaiate do conde Bruhl montando numa cabra, modelo 107, c. 1880.
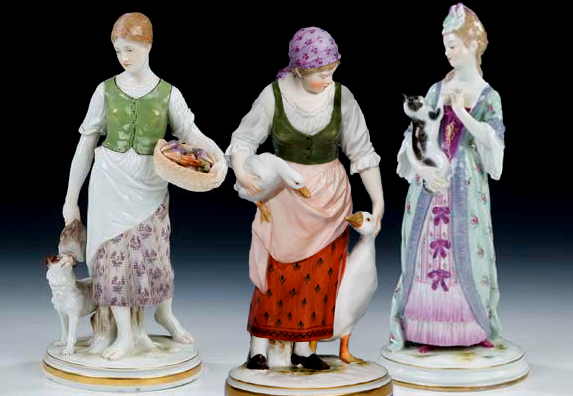
Figuras por Jacob Ungerer: jardineira com cão, guardadora de gansos, senhora com gato, 1902.
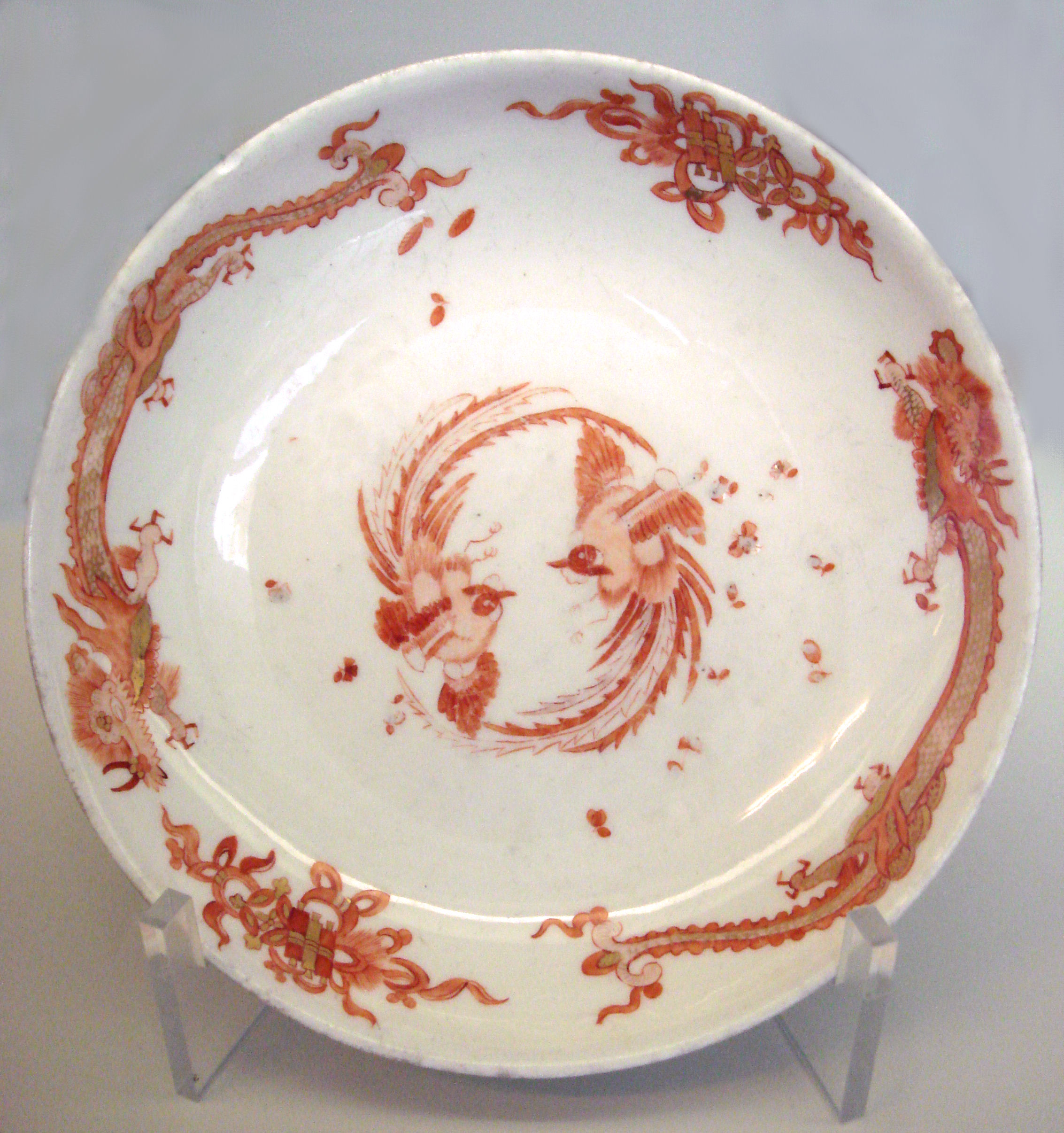
Prato com dragões chineses, c. 1734, Museu de Artes Decorativas, Paris.
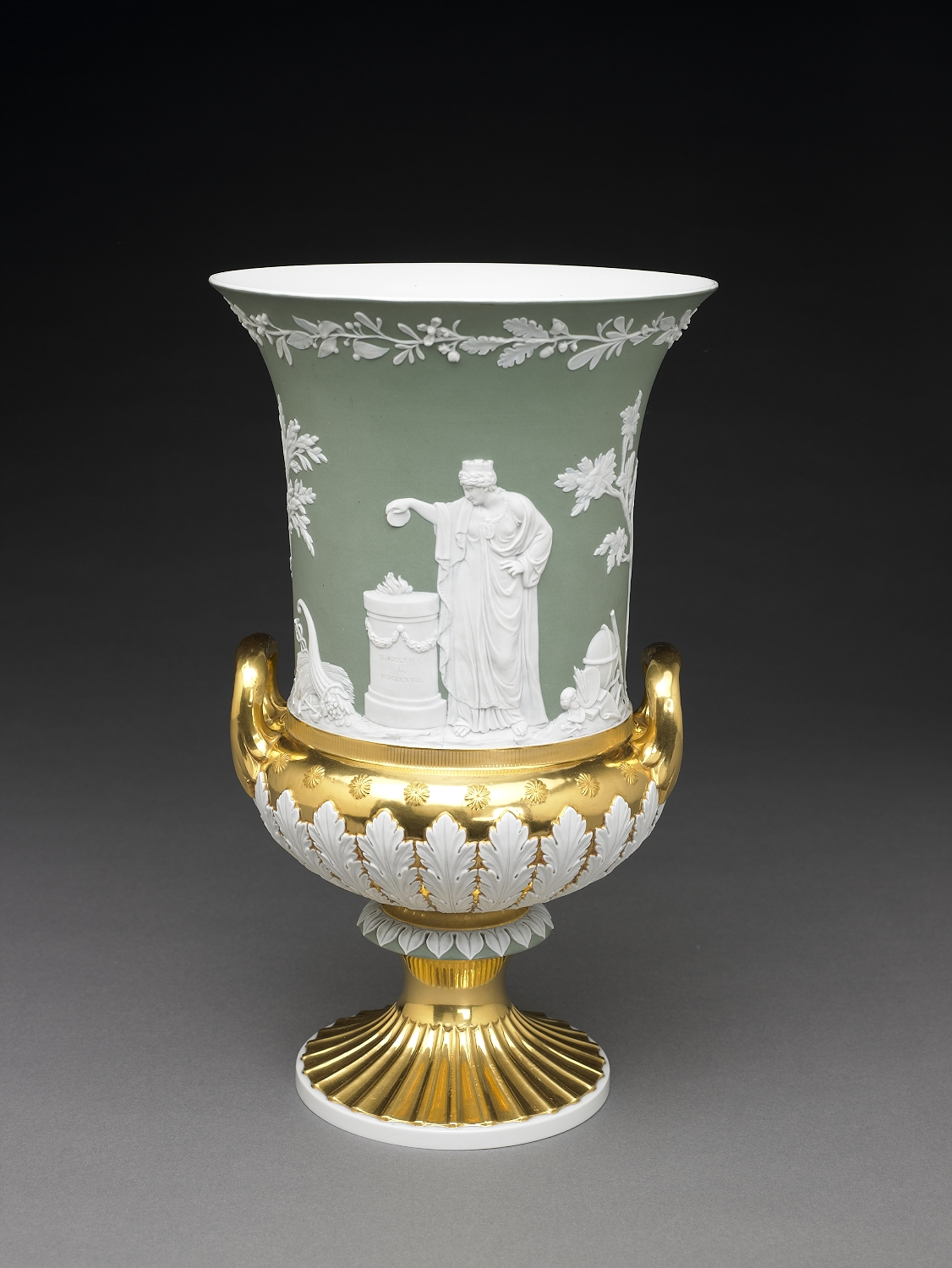
Vaso de 1818 no estilo Wedgwood, criado pela Meissen para competir com as fábricas britânicas, Birmingham Museum of Art.
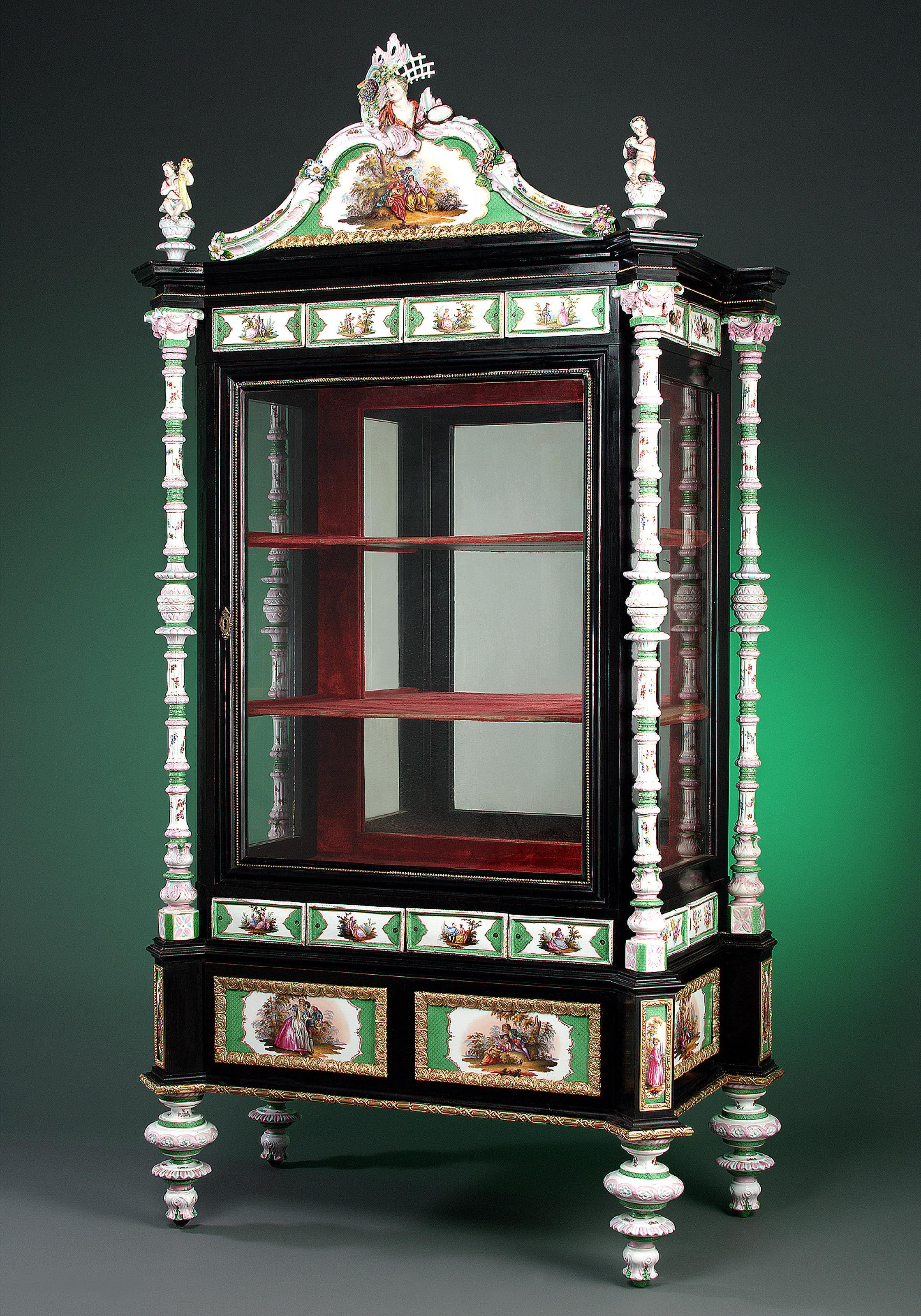
Vitrina com aplicações de porcelana, c. 1870.
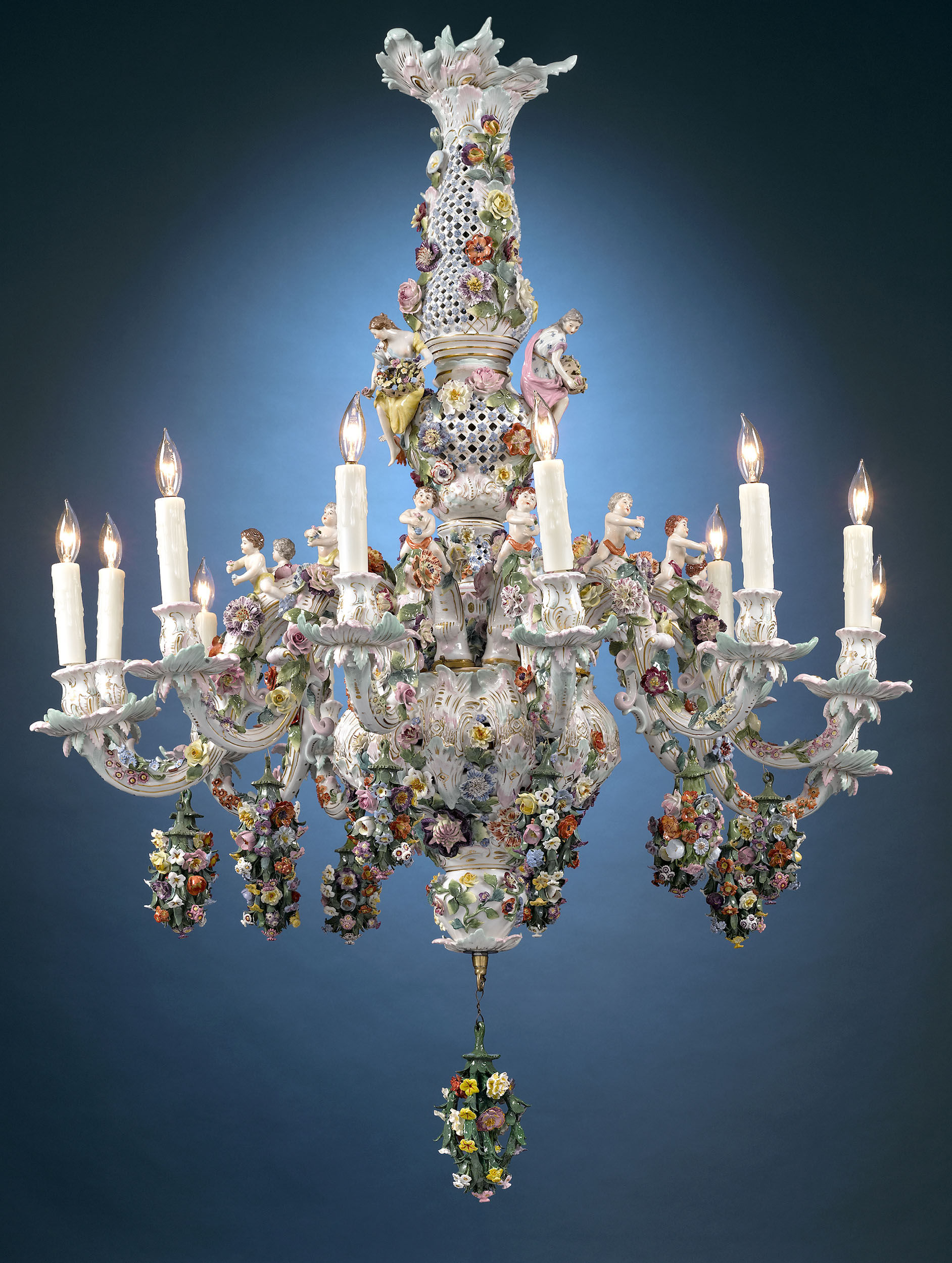
Candelabro rococó de 12 velas, em porcelana, c. 1900.
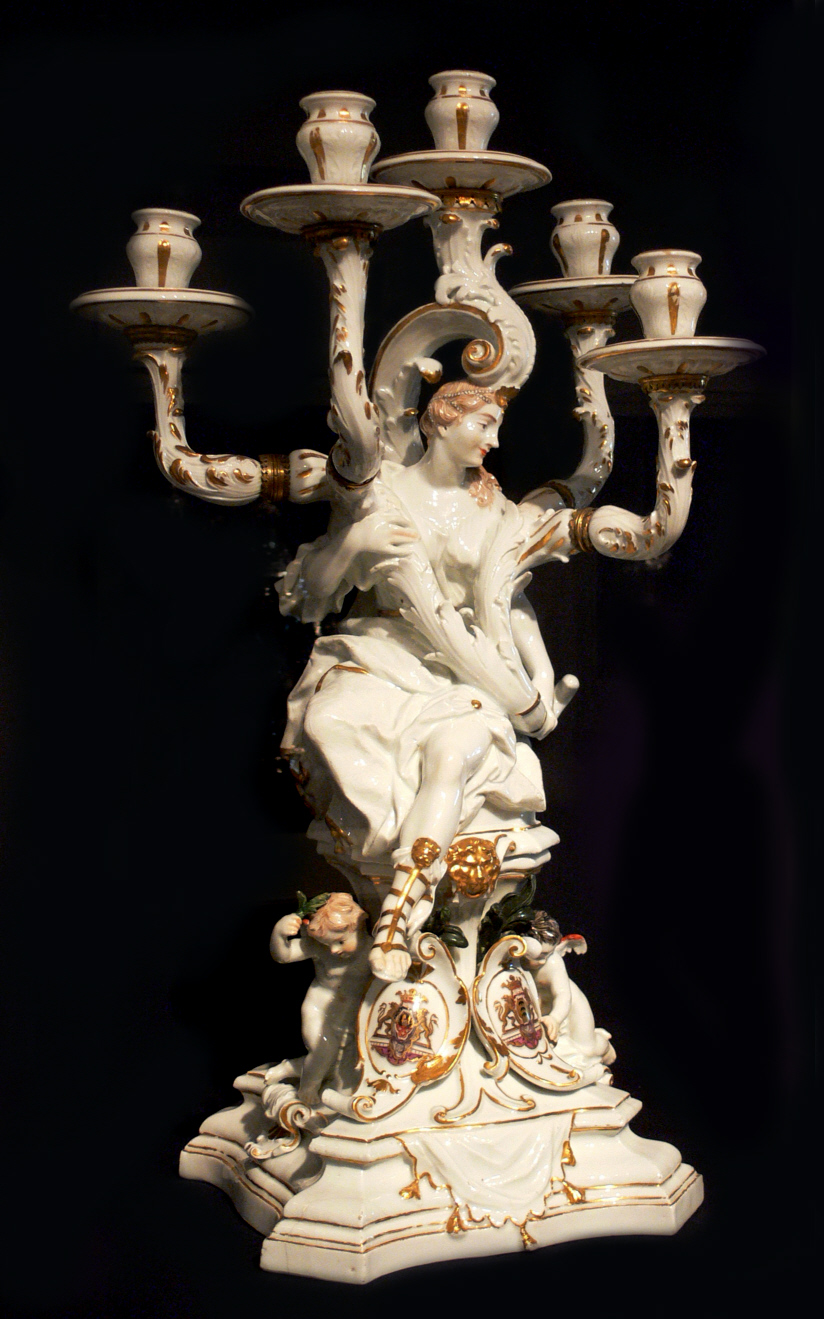
Candelabro ao serviço de Aleksander Józef Sułkowski, por Johann Joachim Kaendler, c. 1736, Dallas Museum of Art.
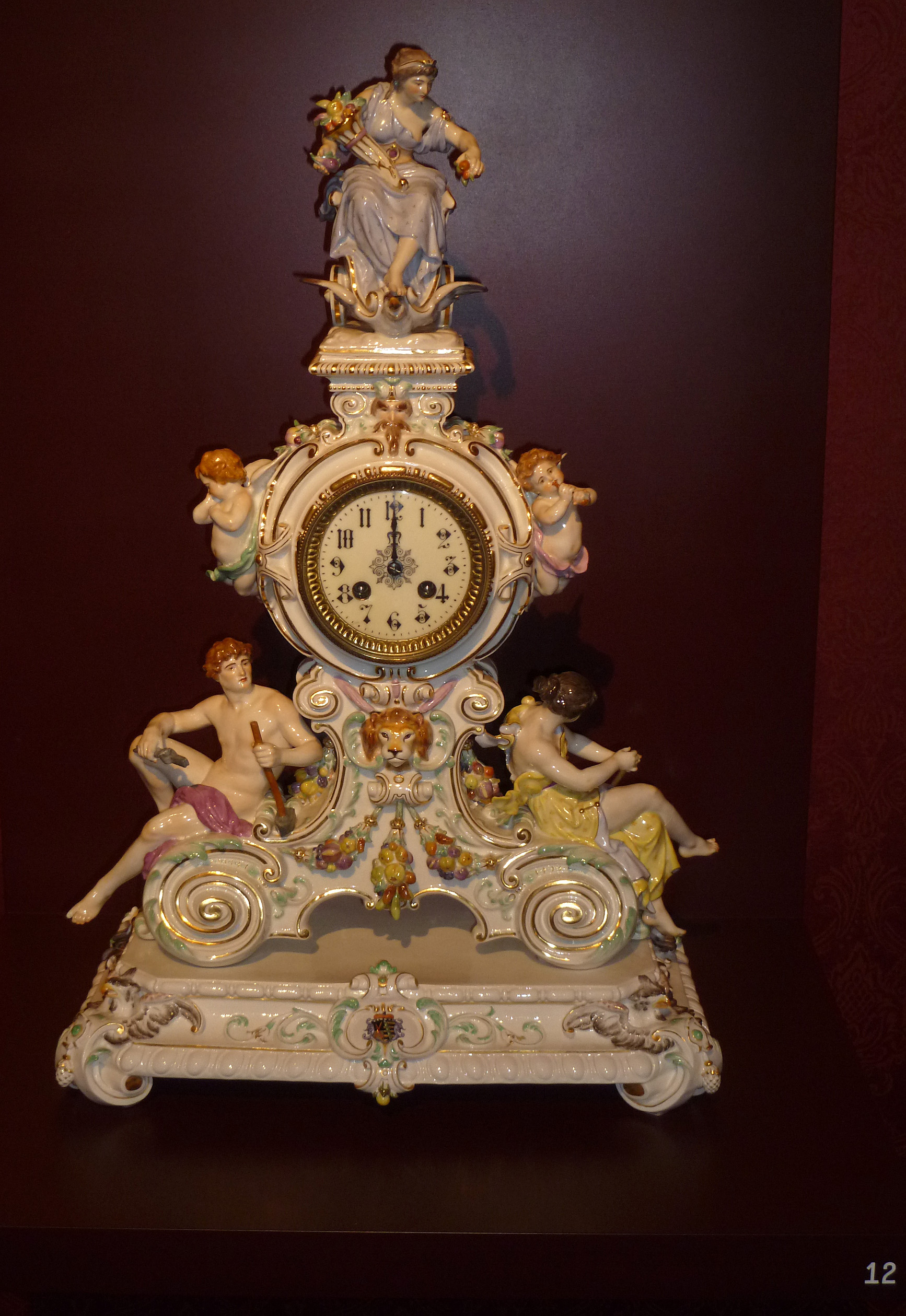
Relógio com pássaros, por Johann Joachim Kaendler, c. 1746.
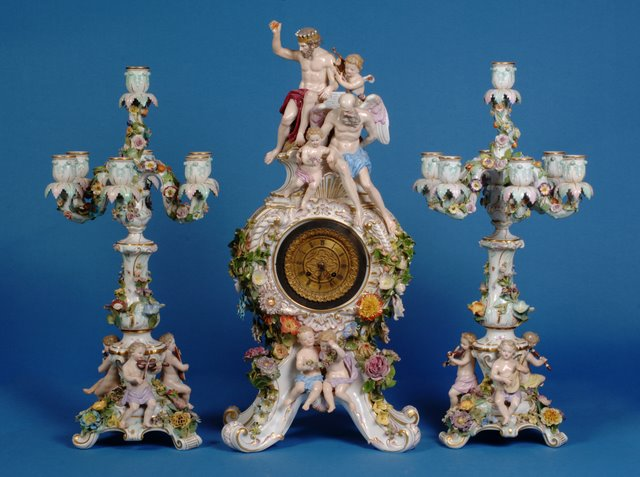
Conjunto para chaminé com relógio e candelabros, séc. XIX.
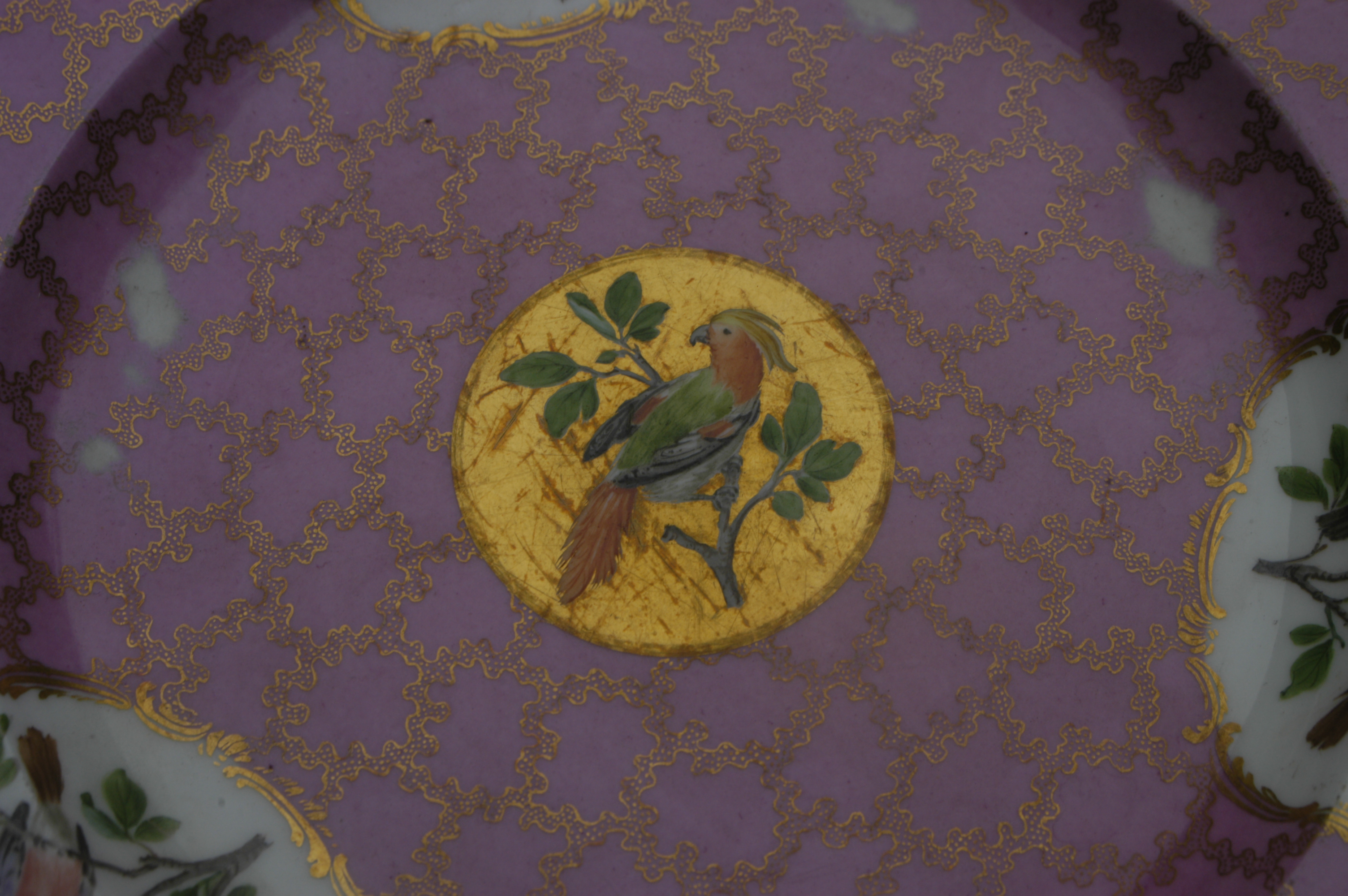
Medalhão central de uma travessa Meissen, séc. XIX.